# Kinder, Küche, Kirche
Kinder, Küche, Kirche ("Barn, kök och kyrka") eller de tre K:na, är ett gammalt tyskt begrepp. Det formulerades i kejsardömet Tyskland under slutet av 1800-talet för att beskriva kvinnans roll i samhället. Begreppet motsvaras av det samtida brittisk-amerikanska Cult of Domesticity. 
Begreppet beskriver en konservativ kvinnoroll som sågs som den normala under 1800-talet: kvinnan skulle där ägna sig åt att föda barn, ta hand om hemmet, och gå i kyrkan, som stärkte henne i tron att detta var hennes rätta roll. Samma ideal fanns i hela Västvärlden under 1800-talet. Begreppet är kanske mest känt för att det återupplivades i Nazityskland under 1930-talet. 
Nazismen under Hitler vände sig mot den moderna nya kvinnan, som uppstått under den demokratiska Weimarrepubliken, och förespråkade genom den nazistiska kvinnoorganisationen Nationalsozialistische Frauenschaft att kvinnan borde återvända till hemmet. Nazisterna motarbetade arbetslösheten bland män genom att avskeda kvinnor från arbeten och uppmanade dem att gifta sig och föda barn istället för att arbeta. I samband med detta återupplivades det gamla idealet om Kinder, Küche, Kirche. Nazismen ladet tyngdpunkten på de första två begreppen, barn och kök, för att poängtera att kvinnan borde återvända till köket och föda barn: kyrkan borde enligt dessa dock ersättas av nazismens ideologi, men det gamla begreppet var praktiskt att använda eftersom det var invant och välkänt. 